# Anna Meder
Anna Meder (* 21. Oktober 1606 in Steinenkirch als Anna Görlin (auch Gerlin oder Gerler); † 25. September 1649 in Ulm) war eine deutsche Buchdruckerin und Druckerin, die im 17. Jahrhundert in Ulm tätig war.

## Leben
Anna Görlin wurde im Oktober 1606 in Steinenkirch als Tochter des Pfarrers Leonhard Görlin geboren. Sie heiratete den sechs Jahre jüngeren Ulmer Buchdrucker und Drucker Johann Sebastian Meder (1612–1635), der 1635 (vermutlich an der Pest) jung verstarb. Nach seinem Tod führte Anna Meder die Mederische Truckerey als Witwe allein weiter, was zu jener Zeit üblich war. Nachdem der Ulmer Rat zunächst vergeblich versucht hatte, ihren in Rostock lebenden Schwager Michael Meder zur Rückkehr und Übernahme der Offizin in Ulm zu bewegen, wurde Anna Meder am 1. Juli 1636 offiziell als Ulmer „Stadtdruckerin“ bestallt und war in dieser Funktion bis 1637 in Ulm tätig.
In dieser Zeit druckte sie unter anderem die Ulmische Danksagungspredigt des Ulmer Theologen und Pädagogiarchen Konrad Dieterich und die Leichenpredigt des angesehenen Ulmer Stadtarztes Gregor Horstius.

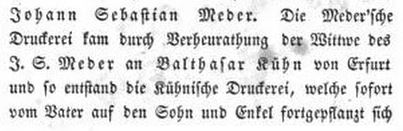
Die Witwe Meder in Konrad Dietrich Haßlers Werk aus dem Jahr 1840
Die Buchdrucker-Geschichte Ulm's

Am 1. August 1637 heiratete Anna Meder den Erfurter Buchdrucker, Buchhändler und Verleger Balthasar Kühn (1615–1667), der anschließend gegen ein Jahresgehalt von 40 Gulden vom Ulmer Rat die Druckerei als Stadtdrucker fortführte. Aus dieser Ehe gingen drei Töchter und der Sohn Christian Balthasar Kühn (1644–1678) hervor, der nach dem Tod seines Vaters die Offizin übernahm.
Anna Meder(-Kühn) starb am 25. September 1649 im Alter von 42 Jahren in Ulm.

## Drucke (Auswahl)
- Konrad Dieterich: Ulmische Danksagungspredigt. Ulm 1636 (Getruckt zu Ulm/Von Johann=Sebastian Meders S. Wittib. Anno M. DC. XXXVI.), VD17 23:630553N.
- Leichenpredigt für Gregor Horstius. Ulm 1636, 88 Seiten.[5]